# Chicago Board of Trade Building
El Chicago Board of Trade Building (literalmente Edificio de la bolsa de valores de Chicago) es un rascacielos ubicado en Chicago, Illinois, Estados Unidos. Se sitúa en el 141 de W. Jackson Boulevard a los pies de la Calle LaSalle, en el área comunitaria conocida como El Loop del Condado de Cook. Construido en 1930 y designado como Hito de la ciudad el 4 de mayo de 1977, el edificio fue nombrado como Hito Histórico Nacional el 2 de junio de 1978. Fue agregado al Registro Nacional de Lugares Históricos el 16 de junio de 1978. Originalmente construido para albergar el Chicago Board of Trade (CBOT), es ahora la sede central de intercambio de derivados del Grupo CME, formado en 2007 por la unión de ésta con el Chicago Mercantile Exchange. En 2012, el Grupo CME vendió el edificio a un consorcio de inversores inmobiliarios, entre los cuales se incluyen GlenStar Properties LLC y USAA Real Estate Company.
La dirección 141 W. Jackson albergó anteriormente el edificio más alto de Chicago diseñado por William W. Boyington. La estructura actual de los arquitectos Holabird & Root ostentó el mismo título durante más de 35 años hasta que fue sobrepasado en 1965 por el Richard J. Daley Center. El edificio es conocido por su arquitectura estilo art decó, sus esculturas y grandes tallas en piedra así como grandes salas de contratación o mercados de corros. Una estatua de tres pisos de altura representando a Ceres, diosa de la agricultura, corona el edificio. El edificio es una atracción turística popular y es una ubicación habitual para el rodaje de películas. Sus propietarios y administradores han obtenido premios por sus esfuerzos por la preservación del edificio y su gestión de oficinas.

## Inicios

### Ubicaciones temporeales
El 3 de abril de 1848 el Board of Trade comenzó su andadura en el 101 de South Water Street. Cuando 122 miembros fueron añadidos en 1856, se trasladaron a la esquina de South Water con LaSalle Street. Las otro cambio temporal hacia el oeste en South Water Street en 1860, la primera sede permanente se estableció en las premisas del Edificio de la Cámara de comercio en la esquina de las calles LaSalle con Washington en 1865. En 1871, el Gran Incendio de Chicago destruyó este edificio. El Board of Trade abrió temporalmente dos semanas tras el incendio en un edificio de madera de 27 m conocido como «the Wigwam» en la intersección de las calles Washington y Market. Posteriormente abriría sus puertas en un nuevo edificio construido en el solar de la Cámara de Comercio un año más tarde.

### Primera sede permanente

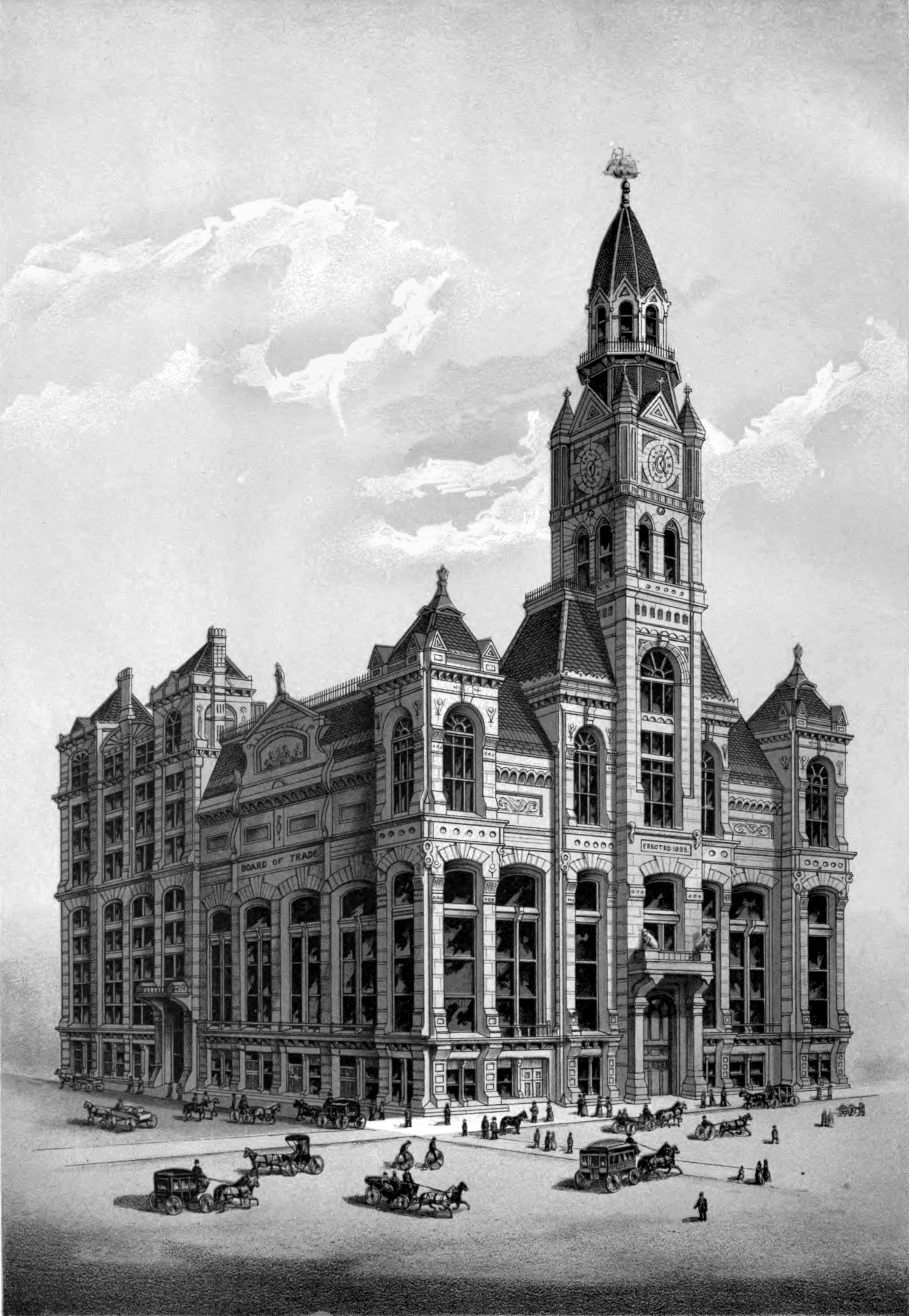
«La noche del uno de diciembre de 1885, la torre del nuevo Board of Trade se iluminó por una de las luces más poderosas jamás divisadas,... y puede verse desde una distancia de 60 millas». las luces recibirán energía del propio generador del edificio.

En 1882 empezaron los trabajos de construcción de la nueva sede del CBOT, que abrió sus puertas en su ubicación actual el 1 de mayo de 1885. El edificio fue diseñado por William W. Boyington, más conocido en la actualidad por su trabajo en el Chicago Water Tower. Daba a calle Jackson con 55 m de fachada y se construyó con acero estructural y granito obtenido de la cantera de Fox Island cerca de Vinalhaven, Maine. Su fachada trasera estaba hecha de ladrillos esmaltados, tenía diez pisos de altura y destacaba por su torre de 98 m de altura que contenía un reloj gigante y una campana de 2 000 kg, todo ello coronado por una veleta de 3 metros de cobre con forma de barco. Los interiores tenían acabados de caoba y frescos murales. El coste de la construcción fue de 1,8 millones de $ (unos 59 millones en términos de 2025). Contaba con cuatro ascensores y un amplio vestíbulo de 46 x 49 m y 24 m de altura decorado por un tragaluz y balaustradas de piedra ornamentada, y fue el edificio comercial de Chicago en tener iluminación eléctrica. Fue también el primer edificio de la ciudad en sobrepasar los 91 metros de altura y en ese entonces era el edificio más alto de Chicago. Las ceremonias de inauguración oficial del edificio, descritas por un contemporáneo como «brillantes e imponentes», tuvieron lugar el 29 de abril de 1885 y asistieron más de cuatro mil personas incluyendo dignatarios de todo el mundo.
El edificio atrajo turistas, visitantes y manifestantes. El banquete inaugural organizado para la apertura del edificio coincidió la manifestación convocada por la International Working People's Association encabezada por Albert Parsons, Lucy Parsons y Lizzie Holmes. «El edificio, en el que se han dilapidado dos millones de dólares en mitad de una crisis económica, fue denunciado por los anarquistas como [...] el mayor símbolo de todo aquello que es detestable del sistema de propiedad privada». La procesión contó con los vítores de miles de espectadores. Intentaron acceder al edificio pero una falange de policías se lo impidió, primero en la calle Jackson, luego en LaSalle, llegando a acercarse a media cuadra del edificio, «bañados por un mar de luz eléctrica instalada ex profeso para la ocasión».
En 1893, con motivo de la Exposición Mundial Colombina de Chicago se permitió el acceso al público a las galerías usadas como mirador.
En 1895, se desinstaló la torre del reloj y el título de edificio más alto de Chicago pasó a manos del Templo Masónico de 92 m de altura. El edificio, construido empleando un sistema de pozos de cimentación que estaban rodeados por barro, fue declarado estructuralmente inseguro a mediados de la década de 1920 cuando empezaron los trabajos de construcción en el Federal Reserve Bank of Chicago, situado enfrente. El edificio de 1885 se demolió por tanto en 1929, y la bolsa se trasladó temporalmente a la calle Van Buren con Clark mientras se construía un nuevo edificio en el solar de LaSalle con Jackson.
Las esculturas alegóricas de 1885 de 10,7 m Industria y Agricultura, que formaban parte de un grupo de cuatro piezas, se retiraron del edificio original y hoy en día están situadas en una plaza peatonal cercana.

## Edificio de 1930

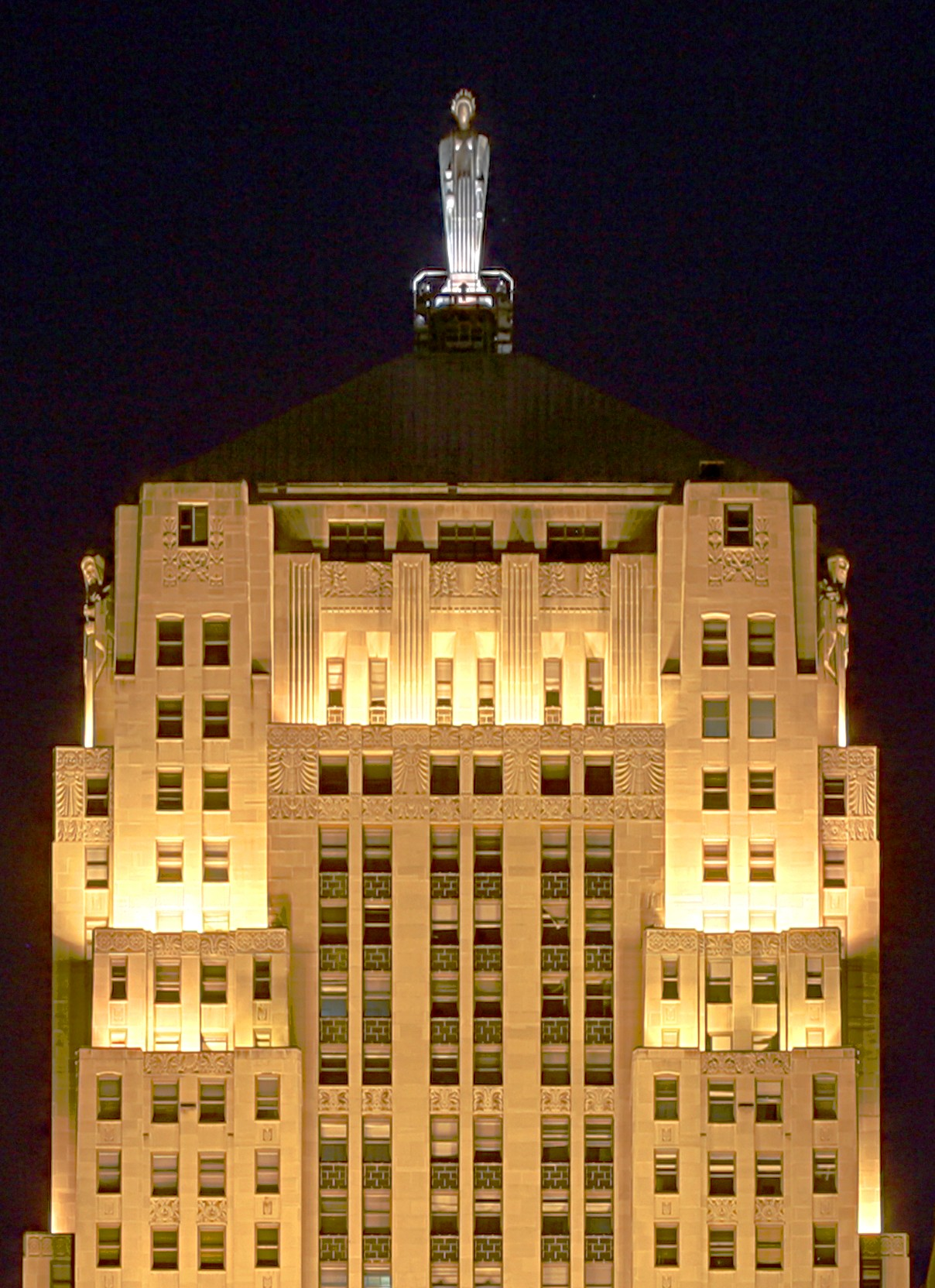
Vista nocturna del The Chicago Board of Trade con la estatua de Ceres claramente visible.

### Arquitectura
En 1925, el Chicago Board of Trade realizó el encargo a Holabird & Root de diseñar el edificio actual. El contratista principal Hegeman & Harris lo construyó por 11,3 millones de dólares, aunque el valor especificado en la hipoteca de veinte años era de 12 millones (unos 210 millones en dólares de 2025). El edificio de 184,4 m de altura de estilo art decó abrió sus puertas el 9 de junio de 1930. El edificio, revestido de piedra caliza de Indiana de color gris y coronado con un techo en forma de pirámide de cobre, se sitúa en una parcela que ocupa 53 m dirección este – oeste en Jackson Boulevard y 73 m norte – sur en LaSalle Street. Además, es la frontera sur de los rascacielos que recorren la calle de LaSalle y es más alto que las estructuras vecinas a lo largo de varias cuadras. El Chicago Board of Trade ha opera de forma continua en su cuarta planta desde su inauguración en el año 1930, ocupando 1765 m², lo que en aquel entonces constituía el parqué más grande del mundo.
El advenimiento del sistema estructural basado en los cuadros de acero permitió construir verticalmente; pero como muchos rascacielos de la época, el exterior está marcado por múltiples retranqueos conforme la altura va aumentando, que permite una mayor iluminación a las ya oscurecidas calles de los núcleos urbanos. De noche, los retranqueos están iluminados por focos que acentúan la verticalidad del edificio. El empleo de iluminación nocturna era algo común en la arquitectura del Chicago de la época, que puede apreciarse también en los siguientes rascacielos: Wrigley Building, Jewelers Building, Palmolive Building, LaSalle-Wacker Building y Tribune Tower.

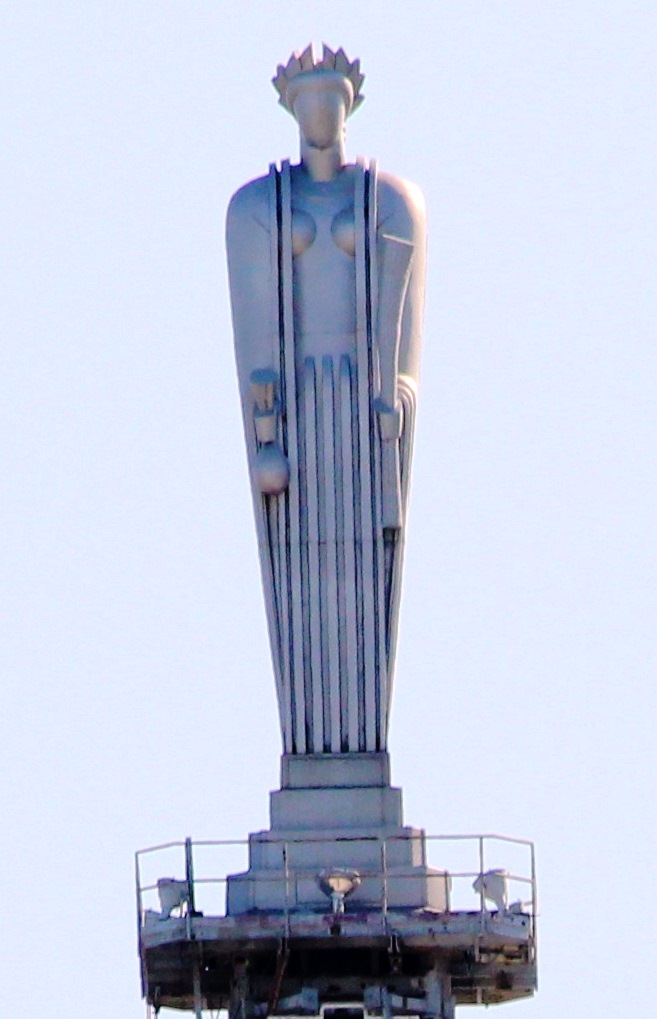
Ceres, en la parte superior del edificio.

La decoración de los interiores destaca por el empleo de superficies pulidas, el uso de mármol blanco y negro, pasillos estilizados y un vestíbulo abierto de tres plantas de altura que en el momento de su inauguración contenía el sistema de lámparas de iluminación más grande del mundo. Aunque el One LaSalle Street tenía cinco plantas más, el edificio del CBOT fue el primero de Chicago en sobrepasar los 180 m. Sobrepasó al Chicago Temple Building, ostentando pues el título del edificio más alto de Chicago hasta la compleción del Daley Center en 1965. Conocido por su trabajo en el Puente de Brooklyn, la empresa familiar de John A. Roebling suministró todo el cableado para los 23 ascensores Otis. Por debajo del parqué principal corrían ocultos unos 4350 km de cables de teléfono y telégrafo. Por lo menos 241 400 km de cables (quizá la mayor distancia de cableado en un edificio) salían de la sala. Aunque el edificio fue un encargo del Chicago Board of Trade, su primer inquilino fue la empresa Quaker Oats Company, que se trasladó el 1 de mayo de 1930.

### Obras de arte

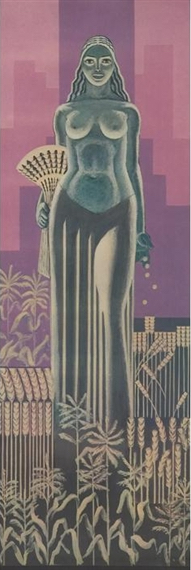
Mural sobre la diosa Ceres de tres alturas realizado por John W. Norton.

El trabajo escultural de Alvin Meyer, que llegó a ser jefe del departamento de esculturas de Holabird & Root, se aprecia notablemente en la fachada del edificio y representa las actividades de comerciales que se llevan a cabo en su interior. En cada lado del reloj de 3,96 m de diámetro que da la calle LaSalle se encuentran dos siluetas encapuchadas, un babilonio sujetando cereales y un indígena de Estados Unidos sujetando maíz. Siluetas similares se repiten en las esquinas superiores de la torre central, justo debajo del tejado inclinado. A unos 9,14 m sobre el nivel de la calle, representaciones de toros sobresalen directamente del recubrimiento en caliza en la cara norte del edificio y algo menos en la cara este, una clara alusión a un mercado alcista que en inglés se representa con este animal (en contraposición al mercado bajista que se representa con un oso).
La estructura central está rematada por una estatua de aluminio de 2500 kg y 9,45 m de altura realizada por el escultor John H. Storrs representando a la diosa romana del cereal, Ceres, sujetando una gavilla de trigo en la mano izquierda y una saca de maíz en la derecha, como un guiño a la herencia de la bolsa como mercado de materias primas. Dicha estatua se montó a partir de 40 piezas.
El mural de tres plantas de Ceres, mostrada desnuda de cintura para arriba en un campo de cereales fue un encargo de 1930, pero se quitó de la sala de negociaciones de agricultura en 1973; y, fue almacenada hasta 1982. Fue en ese entonces cuando la obra de John W. Norton se restauró a fondo en Spring Grove, Illinois por Louis Pomerantz para finalmente ser expuesta en el atrio del anejo de 1980.

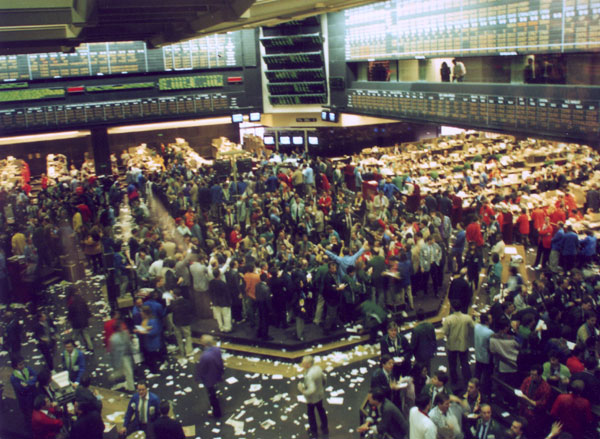
Sala de negociaciones del Chicago Board of Trade.

### Patio de operaciones
Según la edición de 16 de junio de 1930 de la revista Time, los visitantes que cargaban con espigas de trigo maduras miraban con curiosidad el patio de operaciones de seis alturas directamente por encima del vestíbulo y detrás de largos ventanales por debajo del reloj que da a la calle LaSalle. En el centro de la sala, la revista informaba acerca de las mercancías que eran intercambiadas en una especia de fosos organizados según el tipo de materia prima, como el foso del maíz, de la soja o del trigo. Los fosos eran estructuras octogonales en las cuales se llevaba a cabo el intercambio a través del mercado de corros a viva voz. Cada octágono está rodeado por escalones imitando la estructura de un anfiteatro, y permiten que un gran número de traders se vean entre sí y se comuniquen durante las horas de negociación. Las primeras versiones datan de 1870, este tipo de foso de negociación fue patentado en 1878.
La zona de negociación está rodeada por escritorios que permiten a los empleados anotar las transacciones. Antiguamente, servían de punto de relevo entre los fosos y aquellos que querían comprar o vender. Cuando las órdenes y la información empezaron a comunicarse por telégrafo, se contrataron operarios de código Morse, reemplazados posteriormente por operadoras de teléfono. A finales del siglo XX, se colocaron tableros eléctricos en las paredes de la sala de contratación y el advenimiento del comercio electrónico trajo que se añadieran ordenadores a los escritorios.
En la década de 1980, debido a la construcción de anexos en la parte trasera del edificio se trasladaron las salas comerciales agrícola y financiera fuera de la sala de operaciones original hasta nuevos espacios. En 2004 el patio de operaciones histórico de 1930 –que ya había sido modificado sustancialmente y vacío por más de dos años– se demolió y los fosos se rellenaron con hormigón. Se renovó dándole un aire más moderno y desde ese entonces está alquilado a una empresa privada que comercializa opciones.

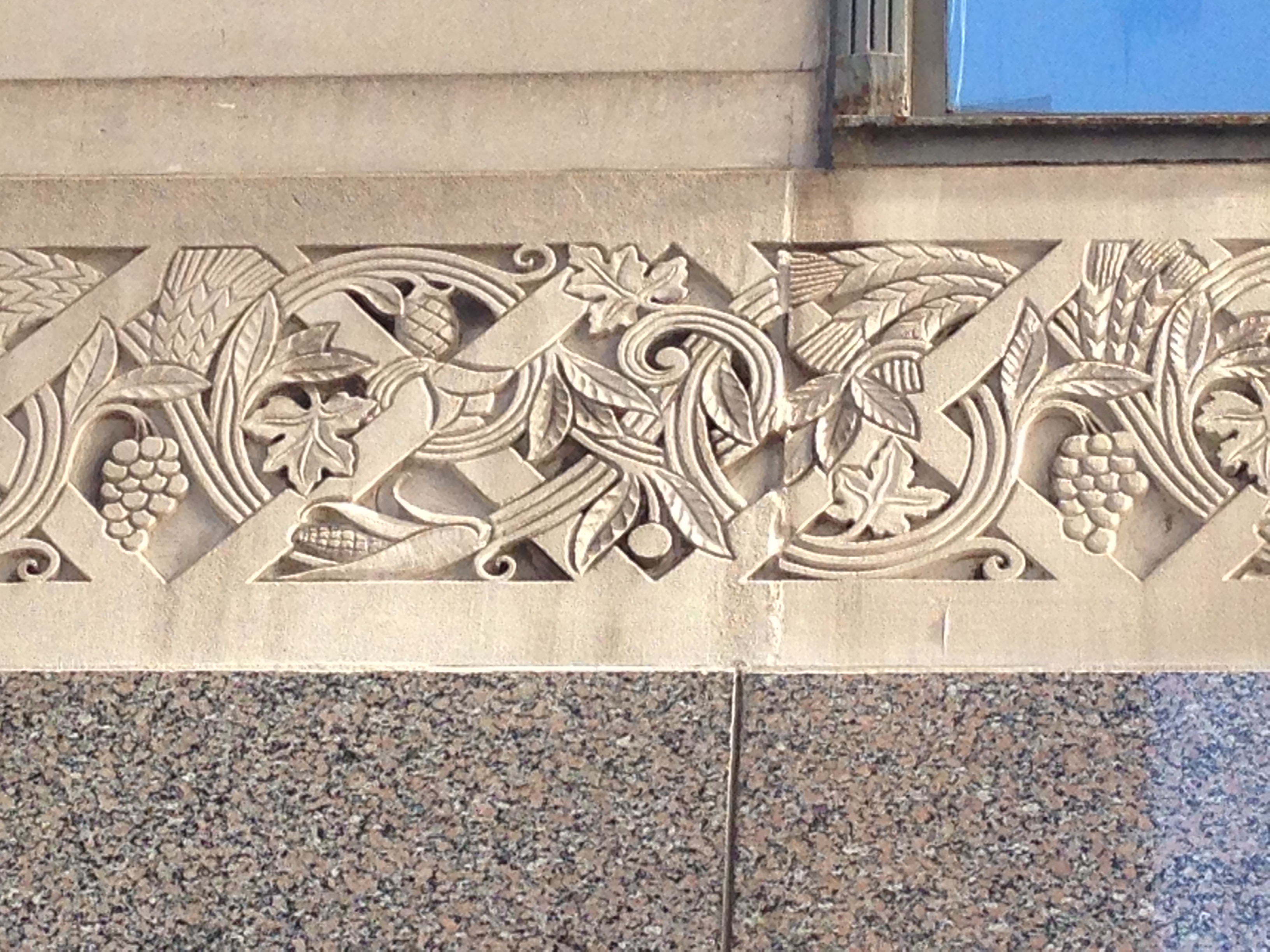
Detalle en el exterior del edificio representando cultivos.

### Ampliación
En 1980, los propietarios añadieron un anejo en el ala sur del edificio de 84 m y 23 plantas de altura. El atrio en la planta 12 está coronado por un ornamento octogonal imitando la forma de los fosos de negociación y se diseñó en estilo posmoderno por Helmut Jahn. El anejo contaba con un patio de operaciones agrícolas de cuatro plantas de altura revestido en granito de color negro y con toques metálicos, que en el momento de su apertura era el más grande del mundo con 2970 m². Incluso mientras el Sydney Futures Exchange y otros mercados abandonaban el sistema de corros, el alcalde Richard M. Daley lideró la ceremonia de puesta de primera piedra el 17 de enero de 1995, de una ampliación adicional de un edificio de cinco plantas al este diseñado por los arquitectos Fujikawa Johnson y los ingenieros estructurales TT-CBM. Cuando abrió sus puestas en 1997, la estructura de 175 millones de dólares incrementaría en 5570 m² la superficie para operaciones y durante una época volvió a ser el patio de operaciones más grande del mundo. Recibió el apodo de «Arboretum» en referencia al principal impulsor de la ampliación Patrick H. Arbor, presidente del CBOT. La ampliación supuso la instalación de 183 m de pantallas de cotizaciones, 12 000 ordenadores, 6000 teléfonos y 2000 aparatos de vídeo que requirieron un total de 43 500 km de cableado.
En conjunto, los patios de operaciones abarcan aproximadamente 10 700 m². El logotipo del CBOT representa un foso de operaciones y es visible en numerosas ocasiones en los trabajos de cantería que dan a Clark Street y en las barreras de calle en la entrada de servicio en Van Buren. La ampliación presenta un atrio de 12 plantas y mezcla diseños históricos y contemporáneos con referencias al estilo art decó a través de retranqueos, la torre central, alas proyectadas de forma simétrica, un tejado piramidal y un vestíbulo diseñado con patrones de conchas y cascadas abstractas. Entre el edificio original y los nuevos, existe una calle ancha peatonal que conecta la plaza de la Calle LaSalle con la Calle Van Buren en lo que sería el primer piso. Pasando sobre las vías elevadas de la Calle Van Buren, un pasillo de cristal con bastidores de acero conecta la esquina suroeste de la ampliación de 23 plantas con el Chicago Board Options Exchange.